# 万里区

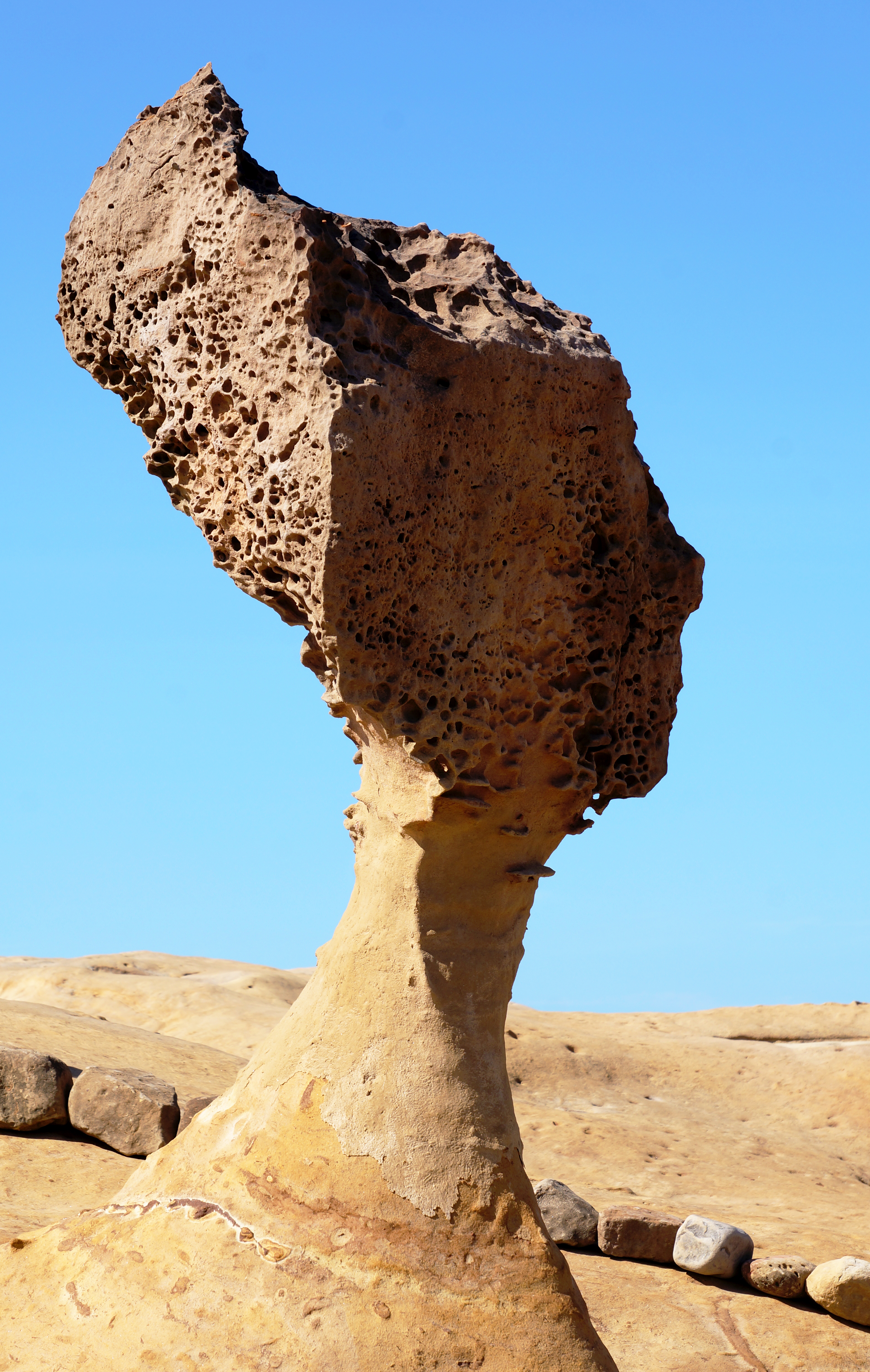
野柳風景特定区の女王頭岩

万里区（ワンリー/ばんり-く）は台湾新北市に位置する市轄区。

## 歴史
万里区は伝承では鄭成功がオランダ人を駆逐した後、福建から洪水閣と称す者がこの地に入植し、漁業を始めたことが集落の開始とされている。清代になり1684年には諸羅県に帰属し、その後淡水庁淡水堡、芝蘭堡、基隆庁金包里堡と行政改編が続いた。
日本統治時代の1901年（明治34年）11月11日、基隆庁の管轄となる。
1905年（明治38年）7月1日、台湾総督府により「瑪鋉区」地区が設置された。
1909年（明治42年）10月25日、基隆庁が台北庁に合併され、瑪鋉区は台北庁金包里支庁の管轄となる。
1920年（大正9年）10月1日、地方改制の際に瑪鋉区と金包里区の一部が合併して台北州基隆郡「万里庄」となった。
第二次世界大戦後の1946年1月16日、中華民国統治下で「万里郷」へ改編された。
2010年12月25日、台北県が新北市に改編されたことに伴い金山区へ改編された。

## 行政区
| 里                                                                             |
| ------------------------------------------------------------------------------ |
| 大鵬里、北基里、野柳里、万里里、双興里、中幅里、崁脚里、渓底里、磺潭里、亀吼里 |

## 交通
鉄路でのアクセスは万里区に無いが、基隆駅からバスにて約40分でアクセスが可能である。

## 教育
| 区分 | 数 | 名称 |
| ---- | -- | --- |
| 大学 | -  | - |
| 高中 | -  | - |
| 高職 | 1  | 私立中華商業海事職業学校 |
| 国中 | 1  | 新北市立万里国民中学 |
| 国小 | 5  | 新北市立万里国民小学 新北市立野柳国民小学 新北市立大鵬国民小学 新北市立大坪国民小学 新北市立大坪国民小学渓底分校 新北市立崁腳国民小学 |

## 観光地
- 野柳風景特定区、海洋世界
- 翡翠湾（中国語版）
- 瑪鋉渓（中国語版）
- 金山万里温泉